# アブ
アブ（虻・蝱）は、昆虫綱ハエ目（双翅目）ハエ亜目（短角亜目）の名称である。その範囲や定義は完全には一致しないが、広義にはおおよそ、廃止された分類群である直縫群 Orthorrhapha、もしくはそれにやや異同のあるグループをアブと呼ぶ。後者は基本的に、和名に「アブ」とつく種のグループと一致するが、このグループは直縫群と大半が一致するものの完全には一致しない。
狭義にはアブ科の総称とするが、狭義のアブについては科記事を参照されたい。

## 呼称
漢字の「虻」と「蝱」は同字の異字体で、「蝱」が本字ともされる。
「あぶ」は春の季語である。

## 害虫としてのアブ
ウシアブ、およびイヨシロオビアブなどのメスは、吸血害虫として忌み嫌われている。蚊と違い、噛んだ（正確には皮膚を口器で切り裂いた）瞬間にチクッというような痛みがあるため、吸血されたことがすぐにわかる。個人差があるが、刺されると一般的に強いかゆみがある。アレルギーがある場合、化膿し水ぶくれができることがある。ムシヒキアブ科、ことにシオヤアブは脊椎動物にも向かっていく反面、幼虫も成虫も他の虫（アブラムシなど）を積極的に捕食することから益虫としての面も持つ。

## 分類

### 直縫群
資料によっては、「アブ」を直縫群 Orthorrhapha（直縫短角群 Brachycera Orthorrhapha）に等しく定義する。
直縫群は解剖学的に定義すれば、触角が比較的短い仲間（短角亜目）のうち、羽化の際に蛹の背中が縦に割れるグループである。蛹の"縫い目"が真っ直ぐであるとの意味で「直縫短角群」あるいは「直縫群」として、前方が円形に開く環縫短角群（ハエ）と区別される。アブ科のほか、ムシヒキアブ科、ツリアブ科、ナガレアブ科、ミズアブ科など多様な科が含まれる。また、名前に「〜アブ」と付かずに「〜ハエ」と付くオドリバエ科やアシナガバエ科などもこのグループに入り、解剖学的定義からはこれらもアブの仲間である。
ただしこの特徴は、共有原始形質、つまり、原始的な特徴が保持されているにすぎず、直縫群に含まれる各科はそれほど（ハエ亜目であるという以上には）近縁ではない。すなわち、直縫群は側系統であり現代の系統分類では認められない。

### ハエという名のアブ、アブという名のハエ
上述のオドリバエ科などとは逆に、ハナアブ上科（ハナアブ科 + アタマアブ科）など、「〜アブ」と付きながら直縫群（大半がアブ）ではなく、環縫群（大半がハエ）に入るものがある。このようなわかりにくい「アブ」と「ハエ」の交錯は、そもそも虻や蝿という語には厳密な分類の概念などなく、単に見た目の感じで使い分けられてきたものであることと、そのような見た目の感じと近代的な解剖学的特徴とが必ずしも一致しない場合があることに起因している。
一般に「〜アブ」と名の付くものを見れば、「どこかしらハチに似た風貌を持つハエ目の昆虫」を指して「アブ」と呼んでいるらしいことがわかる。そしてそれらの多くが直縫短角群に属しているため、この群のものをまとめて広義でアブと呼ぶのである。具体的には、ツリアブ科には丸々としたハナバチ類に非常によく似たものがあり、逆にほっそりとしてヒメバチにそっくりなものもある。やはり広義のアブであるムシヒキアブ科にも同様にハナバチやヒメバチの擬態と思われる例が見られる。
ところが、これと同様の現象がハエ（環縫短角群）であるハナアブ科にも見られ、その多くがミツバチなどのハナバチ類に擬態すると同時に、一部の種群はヒメバチに似た細身となっている。ハエでありながら「ハナアブ」という名が付いたのは、このようなハチに似た（あるいは広義のアブに似たとも言えるが）外見からである。ハナアブが系統的にはハエの仲間であることを示すため、例えば「シマハナアブ」「オオハナアブ」を、「シマハナアブバエ」や「オオハナアブバエ」として、最後にやや強引に「ハエ」を付した図鑑も過去にあったが、結局はこれらの和名は定着しなかった。
逆に、系統上では広義のアブであるにもかかわらず、オドリバエ科やアシナガバエ科に「ハエ」と名が付いたのは、彼らがあまりハチに似ておらず「ハエのような外見」だからである。「ハエのような外見」とは、それらの名が付いた昆虫を見れば、「体が比較的が短く、あまりハチに似ていないハエ目の昆虫」のことを言うらしいことがわかる。そのため細長いものが多いカやガガンボの仲間（ハエ目・長角亜目）であっても、あまり細くない体をしているものにはチョウバエなどの和名があり、これもカの仲間であることを示すため「〜チョウカ」の和名で掲載した図鑑もあったが、「〜アブバエ」と同様に定着はしなかった。

## 科
複数の文献を参照し「アブ」とされることがある科を、Tree of Life Web Project の分類に従い列挙する。
- ミズアブ下目 Stratiomyomorpha
  - パントフタルムス科 Pantophthalmidae
  - ミズアブ科 Stratiomyidae
  - キアブモドキ科 Xylomyidae
- キアブ下目 Xylophagomorpha
  - キアブ科 Xylophagidae
- アブ下目 Tabanomorpha
  - アナアブ科 Vermileonidae ※単型下目とする説もあるが、アブ下目に含めることとする[7]。
  - シギアブ科 Rhagionidae
  - タマユラアブ科 Pelecorhynchidae
  - Oreoleptidae
  - ナガレアブ科 Athericidae
  - アブ科 Tabanidae
- ハエ下目 Muscomorpha
  - ツリアブモドキ上科 Nemestrinoidea
    - コガシラアブ科 Acroceridae
    - ツリアブモドキ科 Nemestrinidae

  - ムシヒキアブ上科 Asiloidea
    - ムシヒキアブ科 Asilidae
    - Apsilocephalidae
    - Evocoidae
    - マドアブ科 Scenopinidae
    - ツルギアブ科 Therevidae
    - ムシヒキアブモドキ科 Mydidae
    - アピオケラ科 Apioceridae
    - ツリアブ科 Bombyliidae
    - Apystomyiidae
    - オドリバエモドキ科 Hilarimorphidae

  - オドリバエ上科 Empidoidea ※和名に「アブ」なし
    - Atelestidae
    - セダカバエ科 Hybotidae
    - オドリバエ科 Empididae
    - アシナガバエ科 Dolichopodidae

  - ハナアブ上科 Syrphoidea ※ 環縫群
    - ハナアブ科 Syrphidae
    - アタマアブ科 Pipunculidae